# Münzprägung von Ephesos
Die antike Stadt Ephesos gehört zu den wichtigsten und ältesten Münzproduzenten Kleinasiens in der Antike. Die Münzprägung kennt dabei seit den ersten Münzen überhaupt nur sehr wenige verschiedene Motive. Charakteristisch für die städtische Prägung ist die Biene, das Attribut einer dort ansässigen Naturgottheit, die im Lauf der Zeit mit der griechischen Göttin Artemis gleichgesetzt wurde. In der Regel wurden Silbermünzen in verschiedenen Nominalen geprägt.

## Geschichte der Münzprägung von Ephesos
Der Beginn der Prägetätigkeit ist schwer zu bestimmen. Es wird angenommen, dass schon im 7. Jahrhundert, unter der Herrschaft der Lyder, in Ephesos Münzen geschlagen wurden, denn der älteste je gefundene Münzhort wurde in den Fundamenten eines archaischen Tempels in Ephesos gefunden. Es liegt nahe, den Ursprung zumindest einiger der Münzen dieses Horts hier zu vermuten, allerdings ist es für diese Zeit schwer, tatsächlich einzelne Objekte aufgrund ihrer Ikonographie ihren Prägeorten zuzuweisen.
Das 6. Jahrhundert v. Chr.
Erst die Einführung von Silbergeld ermöglicht, zumindest in Ephesos, die relativ sichere Zuweisung von Münze zu Prägeort. Denn nur die Verbindung von Fundort und motivischer Übereinstimmung sichert die Zuweisung. In diesem Fall ist der entscheidende Faktor das Auftauchen der Biene auf Münzvorderseiten. Das ist in großen Stückzahlen erst im Laufe des 6. Jahrhunderts der Fall. Wenige Jahre vor dem Beginn der Herrschaft der Achämeniden über Ephesos (ab 541 v. Chr.) begannen die Ephesier, Silbermünzen zu prägen, die auf der Vorderseite die besagte Biene und auf der Rückseite ein eingestanztes viergeteiltes Quadrat, ein sogenanntes quadratum incusum, zeigen. Seltener findet man statt der Biene einen Adlerkopf und die Buchstaben epsilon und phi, die den Beginn des Stadtnamens bilden.
Die Nominale aller dieser Münzen sind klein, in jedem Fall nicht größer als eine Drachme. Der benutzte Münzfuß ist phoinikisch.
Das 5. Jahrhundert v. Chr.
Trotz der vielen politischen Veränderungen, die das 5. Jahrhundert für Ephesos brachte, veränderte sich die Münzprägung nur unwesentlich. Weder der ionische Aufstand, noch das Ende der Achämenidenherrschaft, noch die restriktive Politik des attisch-delischen Seebundes hinterließen erkennbare Spuren auf den Münzen von Ephesos. Die dominierenden Motive bleiben Biene, Adlerkopf und quadratum incusum, die Nominale bleiben klein und auch der Münzfuß verändert sich nicht. Nur ist immer häufiger der Stadtname auf den Münzen zu lesen.
415 bis 334 v. Chr.

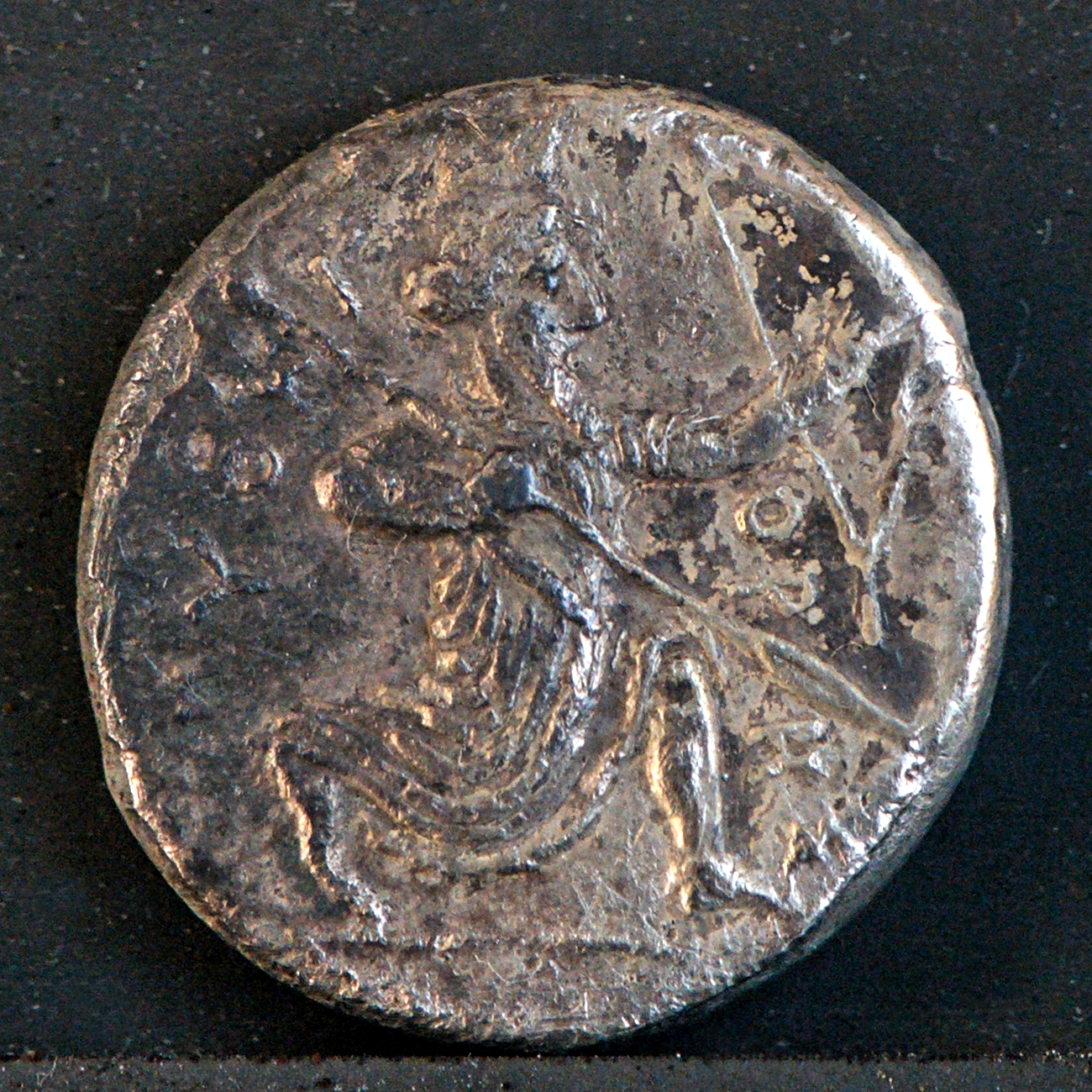
Tetradrachme aus dem Jahr 334 v. Chr. von Memnon von Rhodes: der nach rechts laufende persische König trägt Pfeil und Bogen.

Erst die Verwicklungen und Nachwirkungen des Peloponnesischen Krieges führten zu gewissen Neuerungen in der Prägetätigkeit: Zum einen wurde, wohl nach dem katastrophalen Ausgang der sizilischen Expedition, der Münzfuß von Rhodos eingeführt, um entsprechende Handelsbeziehungen zu erleichtern. Zum anderen wurden einige Jahre später die ersten Tetradrachmen geprägt. Dies könnte darauf zurückgeführt werden, dass Ephesos als Stützpunkt des spartanischen Feldherrn Lysander zu größerem Wohlstand und größerer Autonomie gekommen war. Auch die Motive auf den Münzen veränderten sich zu Beginn des 4. Jahrhunderts. Das quadratum incusum verschwand um 400 v. Chr. von den Rückseiten und wurde durch einen Hirsch, meist als Protome, und eine Palme ersetzt. Hinzu kam nun ein Magistratsname. Die Biene beherrschte weiter die Vorderseite. Diese Veränderung resultierte wahrscheinlich aus der nach und nach einsetzenden Gleichsetzung der ephesischen Göttin mit Artemis, denn der Hirsch ist deren Lieblingstier, dazu soll Leto Apollon und sie unter einer Palme geboren haben. Dieser spezielle Münztypus wird rund 100 Jahre unverändert weitergeführt. Allerdings gab es daneben eine weitere wichtige Emission. Zwischen 394 und 391 v. Chr. gaben einige griechische Städte, darunter Byzantion, die Städte der Inseln Samos und Rhodos sowie Ephesos gemeinsam eine Münze aus, die auf der Vorderseite einen Schlangen würgenden Heraklesknaben und die Buchstaben sigma, ypsilon und ny (für SYNMAXIKON, der Hinweis für eine Symmachie) zeigen. Auf der Rückseite ist jeweils ein stadtspezifisches Symbol zu sehen, im Fall von Ephesos eine Biene. Diese Münze ist der einzige uns bekannte Hinweis auf ein wohl antispartanisches Bündnis verschiedener Städte im kleinasiatischen Raum, die auf eine Niederlage Spartas im Jahr 394 reagierten und die ohnehin lose spartanische Herrschaft abzuschütteln versuchten. Die gewonnene Selbstbestimmung hielt allerdings nur wenige Jahre an, bereits 387 v. Chr. gewannen die Achämeniden wieder die Oberhoheit über Kleinasien und seine Städte. Erkennbaren Einfluss auf die Prägetätigkeit von Ephesos hatte die Veränderung allerdings nicht.
Hellenismus

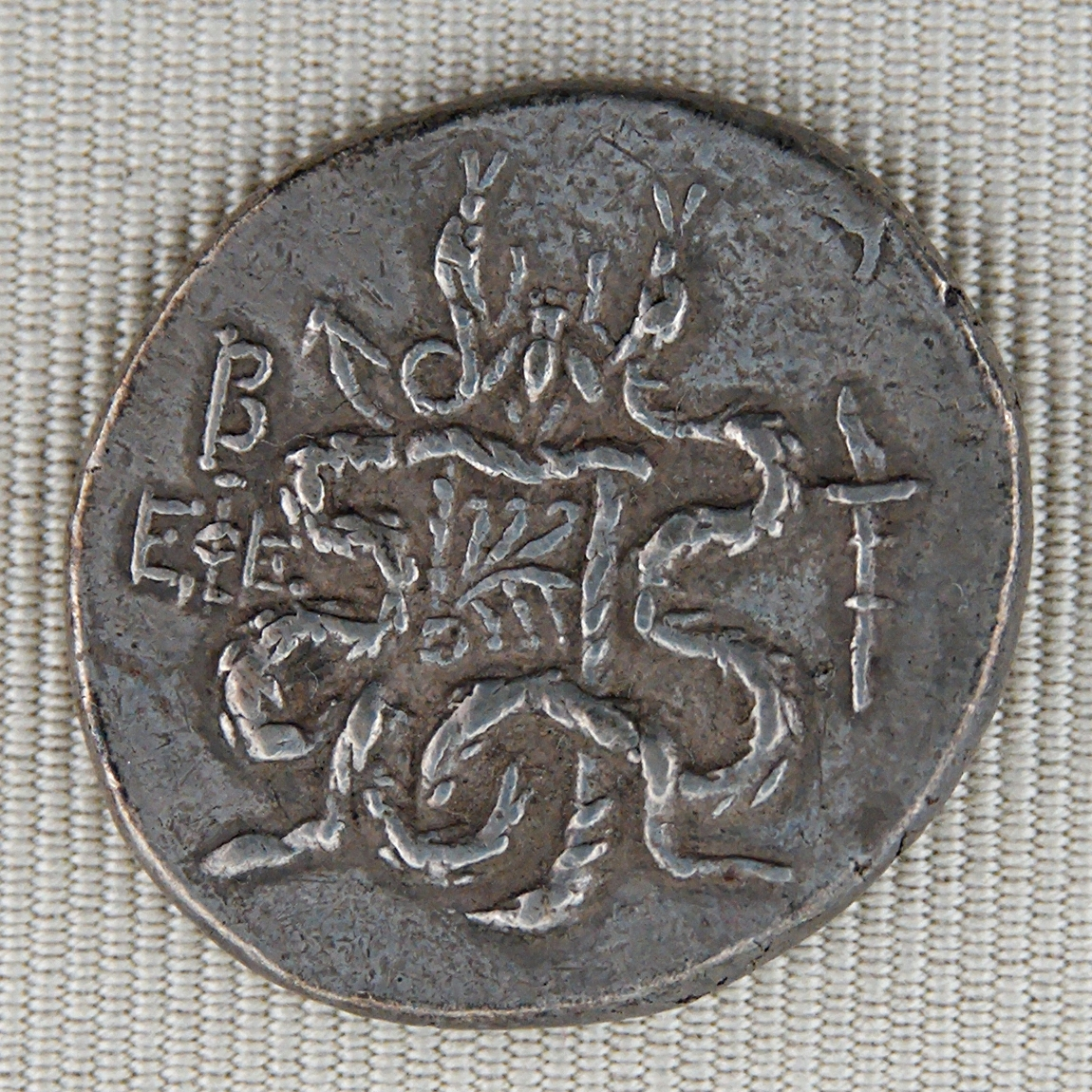
Cistophoros aus der Zeit zwischen 134 und 131 v. Chr.: Schlangen winden sich um einen Bogenköcher, daneben eine Fackel.

Um 330 v. Chr. kann die Identifizierung der ephesischen Gottheit mit Artemis als abgeschlossen angesehen werden. Denn im Zuge der Hellenisierung Asiens durch die Feldzüge Alexanders des Großen wurde in Ephesos eine Münze geprägt, die statt der Biene den Kopf der griechischen Artemis mit Bogen und Köcher auf der Vorderseite trägt. Auf die Rückseite prägte man den Hirsch mit einer kleinen Biene und einen Magistratsnamen. In den Jahrzehnten nach dem Tod Alexanders 323 v. Chr. bis zum Beginn der attalidischen  Herrschaft über Ephesos im Jahr 189 v. Chr. unterlag die Stadt den Verwicklungen der Diadochenkriege. Viele Herrscher ließen hier Münzen prägen, etwa Lysimachos, verschiedene Seleukiden und Ptolemäer, doch gab es immer auch eine davon unabhängige, autonome ephesische Münzproduktion, die weiter die bereits bekannten Typen herstellte, entweder mit Biene und Hirsch oder mit Artemis und Hirsch auf Vorder- und Rückseite. Diese wurden nun im attischen Münzfuß geprägt und trugen alle auch einen Magistratsnamen auf der Rückseite. Eine spezielle Münze, eine Drachme mit Biene und epsilon und phi auf der Vorder- sowie Hirsch, Palme und Magistrat auf der Rückseite, war sogar so beliebt, dass sie in Arados, vor der heutigen syrischen Küste, kopiert wurde. Kurze Zeit nach Einführung der Cistophoren durch Eumenes II. hörte jedoch auch die Produktion dieser Münze auf. Das bedeutete das Ende der eigenständigen Prägetätigkeit der Stadt. Allerdings wurde die Münzstätte von den Attaliden und ab 133 v. Chr. von den Römern für deren Münzemissionen benutzt.